# Піролітичний вуглець
Піролітичний вуглець (рос. пиролитический углерод, англ. pyrolytic carbon) — вид агранулярного вуглецю, в якому в поляризованому світлі під мікроскопом видно конічні та ламелярні структури. Це вуглецевий матеріал, що осаджується з газових вуглеводневих сполук на іншому матеріалі (металі, кераміці, вугільному матеріалі) при температурах 1000—2500 К (хімічне парове осадження).